# Gordon Freeman
Gordon Freeman er den tavse hovedperson i den populære Half-Life serie af first person shooter computerspil. Han er en teoretisk fysiker, der er blevet tvunget til at forsvare sig selv imod fjendtlige rumvæsener, samt andre fjender efter et mislykket eksperiment.

## Historie
Freeman og hans kollegaer udfører et eksperiment på et tidspunktet mellem 2000 og 2009, der går ubegribeligt galt (måske var det intensionen, at det skulle ske). Det resulterede i at fremmede livsformer kunne komme ind i Black Mesa, og straks går de i gang med at slå alle mennesker ihjel.
Gordon finder sig selv med to grupper af fjender. Dels de fremmede væsner, men samtidig militæret, der er kommet for at "rydde op," og pænt fortalt sætte mundkurv på de fremmede og alt Black Mesa-personale. Ved at dræbe dem.
Mod alle odds, formår den utrænede teoretiske fysiker at overleve de kaotiske begivenheder. Samtidig bliver han en af militærets primære mål.
Efter mange eventyr, bliver Freeman transporteret til de fremmedes overlappende dimension Xen, af overlevende Lambda Team-videnskabsfolk. Her formår han at eliminere Nihilianth, de fremmedes leder.
Efter dette opstår, bliver han afslutningsvist konfronteret af G-Man, der på afstand hele tiden har holdt øje med Freeman. Han stiller Freeman et ultimatum: Enten vælger han at samarbejde med G-Man, eller han bliver efterladt på Xen uden våben og håb. At dømme ud fra Half-Life 2, har Gordon valgt at samarbejde. (I slutningen af Half-Life 2 fortæller G-Man Gordon om "illusionen i det frie valg". Det refererer til at Gordon Freemans ultimatum I Half-Life har været et Hobson's Choice).
Teorier blandt fans forlyder, at G-Man gennem hele spillet har holdt øje med Freeman, og måske iscenesatte hele "uheldet". Beviser på dette, er bl.a. de tekster der dukker, bl.a. "subject Freeman," og "who failed evaluation". Ydermere er den sample de skulle benytte til eksperimentet beskrevet som "netop blevet afleveret her til morgen." Det er dog ikke endeligt bekræftet i spillet, og det er op til spilleren at fortage sig denne antagelse.
Gordon Freeman bliver, på grund af sine bedrifter i Black Mesa og på Xen, betragtet som en helt igennem hele Half-Life 2, og over alt på sin vej får han hjælp af frihedskæmpere, der kæmper for at opløse Combine-imperiets kontrol over jorden.